# Чёрно-жёлтая пегая танагра
Чёрно-жёлтая пегая танагра (лат. Chrysothlypis chrysomelas) — вид птиц из семейства танагровых. Обитают в субтропических и тропических низменных влажных лесах Коста-Рики и Панамы, на высоте 350—1600 метров над уровнем моря. Масса одной птицы около 13 грамм.
Выделяют три подвида:
- Chrysothlypis chrysomelas titanota — ареал — горные склоны на севере Коста-Рики, обращённые к побережью Карибского моря, от провинции Алахуэла (район Серро Санта-Мария (исп. Cerro Santa Maria)) на юг вдоль восточного подножья Кордильера-Сентраль[исп.] и Кордильера-де-Таламанка до границы с Панамой;
- Chrysothlypis chrysomelas chrysomelas — от западной части провинции Чирики на восток до Альтос-де-Кампана[англ.] (западная Панама);
- Chrysothlypis chrysomelas ocularis — в восточной части Панамы, от Серро-Хефе (исп. Cerro Jefe) (и тихоокеанских склонов гор в провинции Дарьен) на восток до Серро-Такаркуна (северо-западная Колумбия).